# مانیکاراگوا
مانیکاراگوا (به اسپانیایی: Manicaragua) یک منطقهٔ مسکونی در کوبا است که در استان ویا کلارا واقع شده‌است. مانیکاراگوا ۱٬۰۶۳ کیلومتر مربع مساحت و ۷۳٬۳۷۰ نفر جمعیت دارد و ۱۵۰ متر بالاتر از سطح دریا واقع شده‌است.